# Mitú
Mitú is een plaats en gemeente in het zuidoosten van Colombia, in het Amazoneregenwoud. De plaats ligt op zo'n 660 kilometer van de nationale hoofdstad Bogota en is de hoofdstad van het dunbevolkte departement Vaupés.
De gemeente Mitú heeft 15.943 inwoners, in de hoofdstad zelf wonen 6738 mensen. Het merendeel van deze inwoners behoort tot de Indianen.
De gemeente Mitú ligt op de rechteroever van de rivier de Vaupés, die haar naam aan het departement heeft gegeven. Het landschap van de gemeente is grotendeels vlak en bedekt met de bossen van het Amazoneregenwoud. Er stromen vele rivieren en beekjes door het gebied, waaronder naast de Vaupés ook de Chamusiqueni, Cuduyarí, Inambú, Isana, Iuira, Jaurete, Paca, Papunaua, Papurí, Querary, Saruby, Surui en Unicí. Het oppervlak van de gemeente is 16.455 km², dat is groter dan Vlaanderen.
Op economisch gebied is de gemeente gericht op visserij, landbouw en het benutten van de economische mogelijkheden van het Amazoneregenwoud.